# بارنابی متشورات
بارنابی متشورات (انگلیسی: Barnaby Metschurat؛ زادهٔ ۲۲ سپتامبر ۱۹۷۴) بازیگر سینما و بازیگر تلویزیون اهل آلمان است.
از فیلم‌ها یا برنامه‌های تلویزیونی که وی در آن نقش داشته‌است می‌توان به عروسک‌های روسی، آپارتمان اسپانیایی، و نژاد اشاره کرد.